# Municipio de Santa María Petapa
El municipio de Santa María Petapa es uno de los 570 municipios en que se encuentra dividido el estado mexicano de Oaxaca. Se encuentra ubicado en el istmo de Tehuantepec y su cabecera es la población del mismo nombre.

## Geografía
El municipio de Santa María Petapa se encuentra ubicado en el este del estado de Oaxaca.  Tiene una extensión territorial de 155.977 kilómetros cuadrados que representan el 0.17% de la extensión total del estado. sus coordenadas geográficas extremas son 16° 48' - 17° 00' de latitud norte y 94° 56' - 95° 11' de longitud oeste; la altitud va de un mínimo de 0 a un máximo de 1 200 metros sobre el nivel del mar.
El territorio limita al norte con el municipio de San Juan Guichicovi, al oeste con el municipio de Matías Romero Avendaño, al sur con el municipio de El Barrio de la Soledad y al oeste con el municipio de Santo Domingo al este

## Demografía
El municipio de Santa María Petapa, de acuerdo con los resultados del Censo de Población y Vivienda llevado a cabo en 2020 por el Instituto Nacional de Estadística y Geografía, tiene una población total de 16 706 personas, de las que 8 080 son hombres y 8 626 son mujeres.
La densidad de población asciende a un total de 98.65 personas por kilómetro cuadrado.

### Localidades
El municipio incluye en su territorio un total de 16 localidades. Las principales, considerando su población del censo de 2020, son:
| Localidad          | Población (2020) |
| ------------------ | ---------------- |
| Rincón Viejo       | 2 638            |
| Llano Suchiapa     | 2 626            |
| Santa María Petapa | 2 391            |
| El Bajío           | 1 799            |
| Las Flores         | 1 123            |
| Guivisía           | 974              |
| Total municipio    | 16 706           |

## Política
El gobierno de Santa María Petapa corresponde al ayuntamiento, este es electo por el principio de partidos políticos, vigente en 146 municipios de Oaxaca, a diferencia del sistema de usos y costumbres vigente en los restantes 424, por tanto su elección es como en todos los municipios mexicanos, por sufragio directo, universal y secreto para un periodo de tres años no renovables para el periodo inmediato pero si de forma no consecutiva, el periodo constitucional comienza el día 1 de enero del año siguiente a su elección.
El Ayuntamiento se integra por el presidente municipal, un Síndico y un cabildo formado por cinco regidores.

### Representación legislativa
Para la elección de diputados locales al Congreso de Oaxaca y de diputados federales a la Cámara de Diputados federal, el municipio de Santa María Petapa se encuentra integrado en los siguientes distritos electorales:
Local:
- Distrito electoral local de 18 de Oaxaca, con cabecera en Santo Domingo Tehuantepec.[4]

Federal:
- Distrito electoral federal 7 de Oaxaca, con cabecera en Ciudad Ixtepec.[5]